# Campionati europei di ciclismo su strada 2016 - Gara in linea femminile Junior
La gara in linea femminile Junior dei Campionati europei di ciclismo su strada 2016, dodicesima edizione della prova, si disputò il 16 settembre 2016 con partenza ed arrivo a Plumelec, in Francia. La vittoria fu appannaggio della tedesca Liane Lippert, che terminò la gara in 1h54'14", precedendo l'italiana Elisa Balsamo e la britannica Sophie Wright.
Sul traguardo di Plumelec 88 cicliste, su 95 iscritte alla partenza, portarono a termine la competizione.

## Ordine d'arrivo (Top 10)
| Pos. | Corridore           | Squadra       | Tempo    |
| ---- | ------------------- | ------------- | -------- |
| 1    | Liane Lippert       | Germania      | 1h54'14" |
| 2    | Elisa Balsamo       | Italia        | a 4"     |
| 3    | Sophie Wright       | Gran Bretagna | s.t.     |
| 4    | Letizia Paternoster | Italia        | s.t.     |
| 5    | Pauline Clouard     | Francia       | a 8"     |
| 6    | Susanne Andersen    | Norvegia      | a 11"    |
| 7    | Ida Jansson         | Svezia        | s.t.     |
| 8    | Aurela Nerlo        | Polonia       | s.t.     |
| 9    | Lisa Pasteiner      | Austria       | s.t.     |
| 10   | Evita Muzic         | Francia       | a 17"    |